# Лэджен, Джон
Джон А́рчер Лэдже́н (Лежён) (англ. John Archer Lejeune, 10 января 1867, Поинт-Купи, Луизиана — 20 ноября 1942, Балтимор, Мэрилэнд) — генерал-лейтенант корпуса морской пехоты США, 13-й комендант корпуса. Прослужил около 40 лет в морской пехоте. Командовал второй дивизией в ходе первой мировой войны. Продолжил службу в корпусе после отставки на посту пятого суперинтенданта Виргинского военного института.
В его честь (во время второй мировой войны) названа база корпуса морской пехоты Кэмп-Лэджен в штате Северная Каролина. В настоящее время о Лэджене говорят как о «величайшим морском пехотинце» и «морском пехотинце из морских пехотинцев».

## Биография
Джон Лэджен (Лежёрн) родился 10 января 1867 года на плантации "Старый гикори" близ Лакура в приходе Пойнт-Купи штата Луизиана. Он сын капитана армии Конфедерации Овида Лэджена. С сентября 1881 по апрель 1884 Джон Лэджен посещал подготовительную программу Университета штата Луизиана в г. Батон-Руж, однако оставил курсы и стал готовиться к вступительному экзамену в военно-морскую академию США и в итоге поступил в академию в звании мичмана. Впоследствии мичман Лэджен окончил академию в 1882 году, став вторым в классе из 32 мичманов. После двухлетнего плавания в звании мичмана он получил назначение в морские инженеры. Однако Лэджен желал стать морским пехотинцем. Исчерпав все доступные ему каналы он обратился к своему сенатору. В итоге военно-морской министр организовал его перевод в корпус морской пехоты. 25 июля 1890 года Лэджен вступил в корпус в звании второго лейтенанта.
После вступления в ряды корпуса Лэджен 31 марта 1890 прибыл в казармы морской пехоты в Нью-Йорке для «обучения и подготовки». 3 ноября 1890 он прибыл в казармы морской пехоты в г. Норфолк, штат Виргиния. В Норфолке он начал встречаться с Элли Харрисон Мурдо перед тем как отправиться на службу на море. С 1 октября 1891 по 28 июля 1893 Лэджен служил на борту канонерки USS Bennington, 26 февраля 1892 он был произведён в первые лейтенанты. 28 августа 1893 он был переведён в казармы морской пехоты в Норфолке, где прослужил до 31 июля 1897 года. В Норфолке он 23 октября 1895 года вступил в брак с Элли Мурдо.
2 августа 1897 года Лэджен принял командование над подразделением морской пехоты на борту бронепалубного крейсера USS Cincinnati, служил на нём в ходе испано-американской войны. 9 августа 1898 года он возглавил десантный отряд в 30 человек в заливе Сан-Хуан, Пуэрто-Рико, прикрыв отступление 35 американских моряков с монитора USS Amphitrite и шестидесяти гражданских из города Фахардо. Они размещались на маяке на мысе Сан-Хуан. Предыдущей ночью моряки обороняли маяк против отряда из примерно двухсот испанцев и гражданской гвардии в ходе битвы за Фахардо. 17 февраля 1899 Лэджен покинул борт USS Cincinnati и на следующий день присоединился к команде USS Massachusetts, где возглавил подразделение морской пехоты. 3 марта 1899 года он был произведён в капитаны. 10 мая 1900 года он покинул USS Massachusetts.
С 3 июля по 12 ноября 1900 года капитан Лэджен служил в службе по набору рекрутов в Бостоне, штат Массачусетс. 22 ноября 1900 года он прибыл на базу морской пехоты в г. Пенсакола, штат Флорида где служил командиром. С 12 января по 21 января 1903 года капитан Лэджен служил в казармах морской пехоты в Норфолке а 26 января 1903 года был переведён на службу в набору рекрутов в Нью-Йорке. 3 марта 1903 года он был произведён в майоры и с 15 мая по 8 августа 1903 года служил в главном штабе морской пехоты в Вашингтоне.
8 августа 1903 года майор Лэджен получил приказ отправиться на борт USS Panther, чтобы командовать батальоном морской пехоты на борту корабля и 16 августа он прибыл к месту службы. 23 октября 1903 года батальон, возглавляемый Лэдженом, был переведён на борт USS Dixie. Период с 16 декабря 1903 по 21 декабря года 1904 майор Лэджен провёл на береговой службе на Панамском перешейке командуя своим батальоном, после чего отбыл на борту USS Yankee.
С 27 января 1905 по 20 мая 1906 года Лэджен служил в казармах морской пехоты в Вашингтоне, после чего вернулся в Панаму и с 29 мая по 6 июля командовал батальоном морской пехоты, батальон отбыл на борту USS Columbia. После этой командировки майор Лэджен был 29 марта 1907 года освобождён от командования на базе морской пехоты в Вашингтоне и получил приказ отправляться на Филиппины. Его семья — жена и три дочери последовали за ним.
2 мая 1907 года Лэджен прибыл на Филиппины и 6 мая принял там командование над казармами морской пехоты и военно-морской тюрьмой на военно-морской базе в провинции Кавите. 15 июня 1908 года он принял командование над первой бригадой морской пехоты и 13 мая 1909 года был произведён в полковники. 8 июня 1909 года он сложил командование, получив приказ возвращаться в США. Там он поступил в военный колледж армии, закончив его в 1910 году.

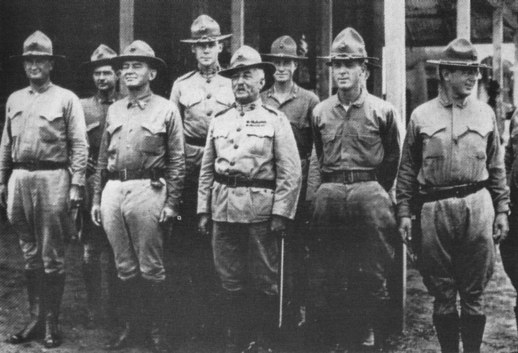
Старшие офицеры первой бригады морской пехоты в Веракрусе, 1914 год. Первый ряд слева направо : подполковник Уэнделл Невилл; полковник Джон Лэджен; командир полковник Littleton W. T. Waller и майор Смедли Батлер.

26 мая 1912 года подполковник Лэджен покинул США на борту линкора «Огайо» вместе со вторым полком первой временной бригадой морской пехоты, направлявшимся на Кубу. 8 июня 1912 года Лэджен высадился в бухте Гуантанамо и с 9 июня по 14 июля 1912 командовал районом Сантьяго. 15 июля 1912 года Лэджен взошёл на борт вспомогательного крейсера USS Prairie и отплыл в г. Колон, Панама. Период с 18 по 29 июля 1912 он провёл в Кэмп-Эллиот, Панама.
25 апреля 1911 в бухте Гуантанамо офицеры первой временной бригады морской пехоты под руководством полковника Литлтона Уолкера организовали ассоциацию корпуса морской пехоты. Несмотря на то что первая временная бригада была вскоре распущена ассоциация продолжила действовать. Два года спустя офицеры второй временной бригады морской пехоты (командир полковник Линкольн Кормани) официально создали ассоциацию корпуса морской пехоты. На пост председателя исполнительного совета полковник Кормани назначил подполковника Лэджена. По возвращении в США Лэджен опять отправлен на экспедиционную службу. 20 февраля 1913 он отплыл из Филадельфии будучи вторым по старшинству командиром второй временной бригады морской пехоты. 17 февраля 1913 он высадился в бухте Гуантанамо. Там он стал первым командиром ассоциации корпуса морской пехоты. Целью ассоциации было содействие профессиональному росту морских пехотинцев. 2 мая 1913 Лэджен вернулся в Филадельфию на борту USS Prairie.
27 ноября 1913 Лэджен отплыл из Нью-Йорка в Веракрус, Мексика вместе со вторым усиленным основным полком, но вернулся в США, для повышения в полковники 25 февраля 1914. В итоге полковник Лэджен и его часть высадились в Мексике 22 апреля 1914 и участвовали в американской оккупации Веракруса. Лэджен вернулся в США в декабре 1914 года получив назначение в главный штаб морской пехоты в г. Вашингтон на должность заместителя коменданта корпуса морской пехоты генерала Барнетта. 26 августа 1916 он был произведён в бригадные генералы.

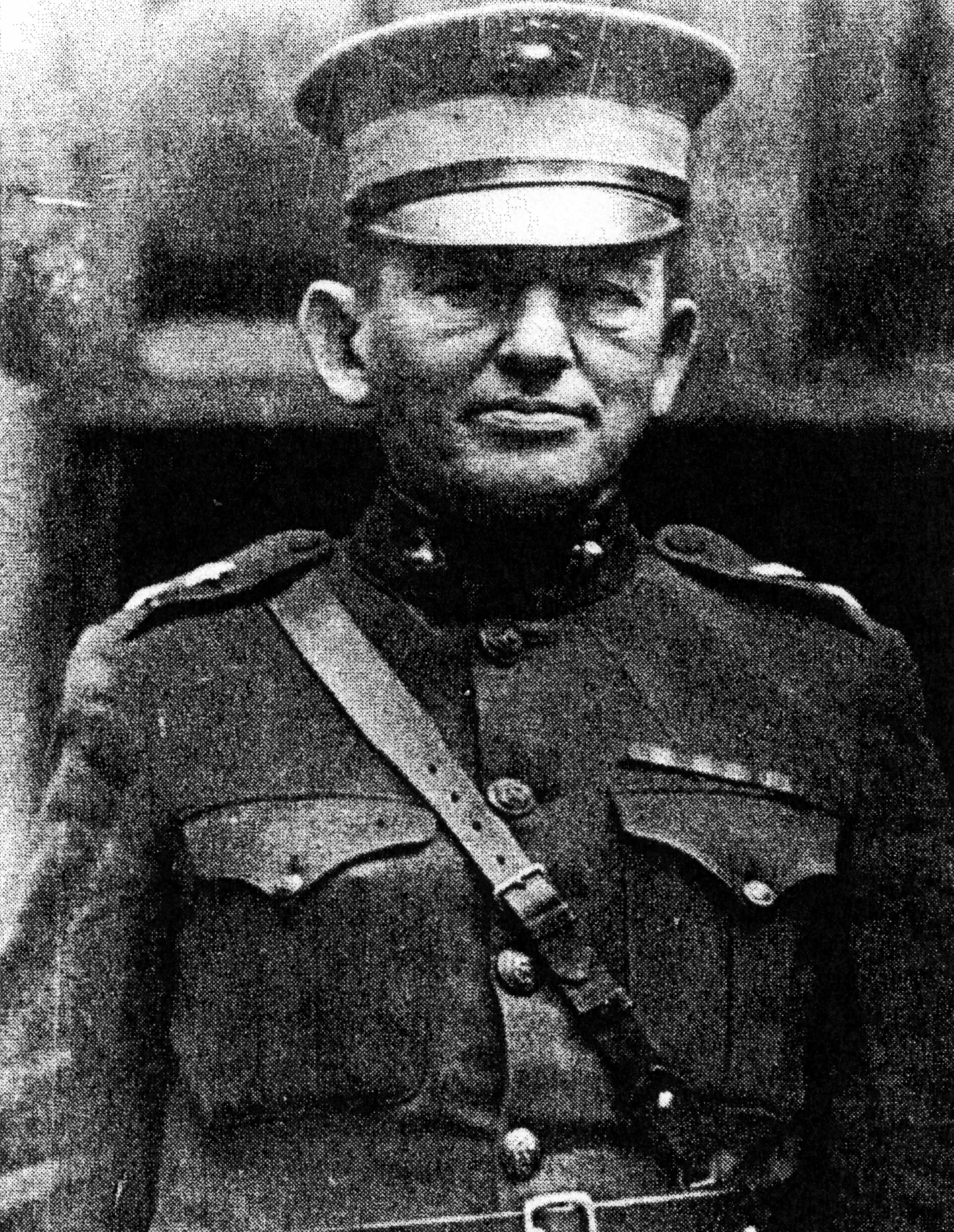
Лэджен на фронте во Франции.

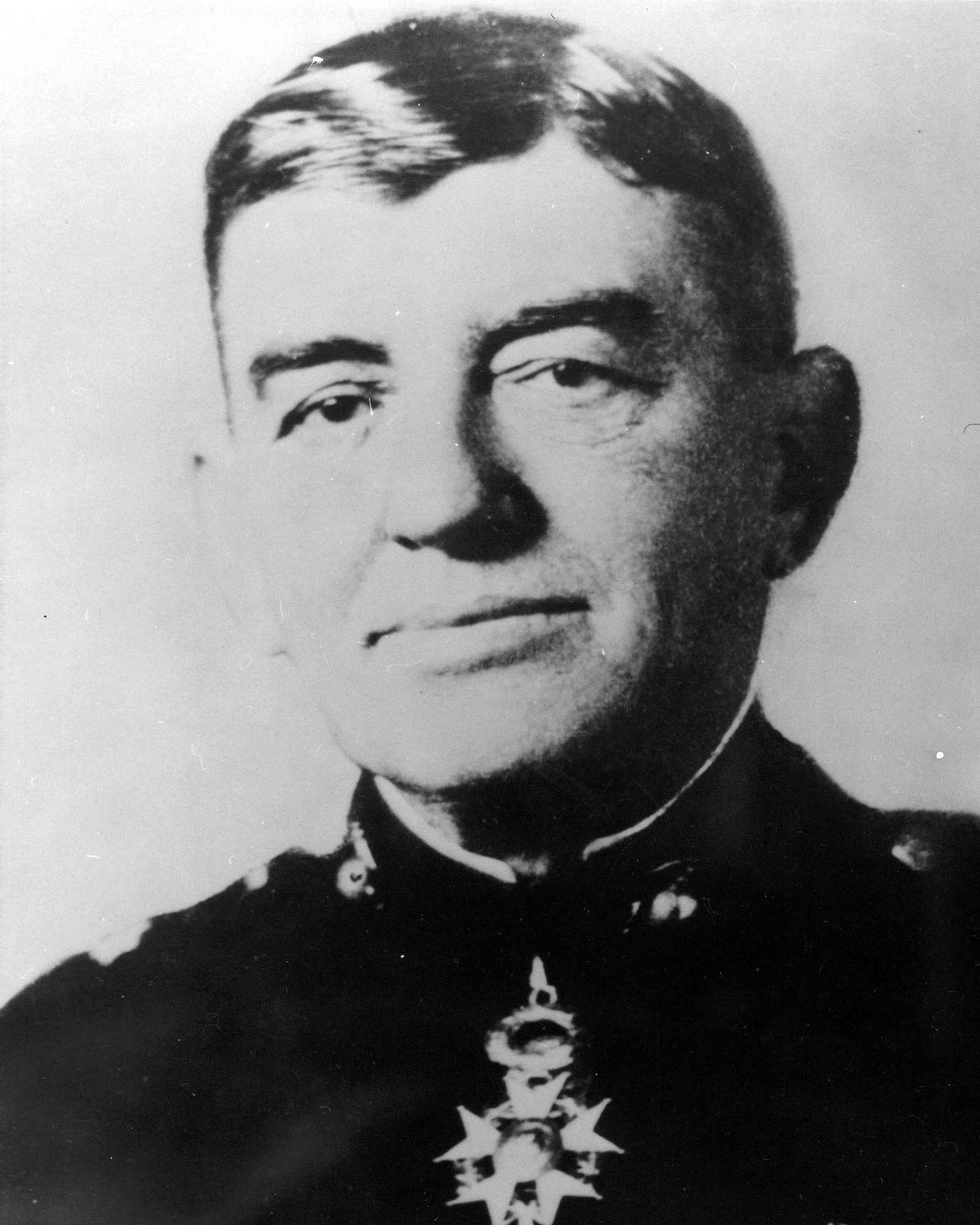
Лэджен с орденом «Легион почёта».

В апреле 1917 США вступили в первую мировую войну в связи с чем Лэджен принял командование над новосозданной базой в Куантико, штат Виргиния. Тем не менее, его ожидала неминуемая служба за границей и в июне 1918 он прибыл во французский порт Брест.
Доложившись главнокомандующему американскими экспедиционными силами на Западном фронте генералу Джону Першингу Лэджен принял командование над бригадой 32-й дивизии, позднее — над четвёртой бригадой сразу после наступления дивизии в битве при Суассоне. 28 июля 1918 генерал-майор Лэджен принял командование над второй дивизией и командовал дивизией в ходе битвы за выступ Сен-Миельский выступ. Он оставался на этом посту до августа 1919 после окончания войны, когда дивизия была демобилизована. Он стал вторым офицером морской пехоты, командовавшим армейской дивизией. Первым был бригадный генерал морской пехоты Чарльз А. Дойен, который две недели командовал дивизией и после подписания перемирия с Германией в ноябре 1918 повёл свою дивизию в Германию.
Лэджен так охарактеризовал свою философию: «Ключ к боевой эффективности это единство — дух, полностью себя характеризующий, непреклонность, взаимное доверие. Сейчас мои пехотинцы доверяют моей артиллерии и сапёрам и моя артиллерия и сапёры знают, что противнику придётся пройти через ад, чтобы достигнуть пехоты. Моя пехота считает себя с такой поддержкой неуязвимой и они [действительно] неуязвимы». Маршал Пэтен превозносил Лэджена как «военного гения, который может и делает то, что другие командиры считают невозможным».
В ходе войны французское правительство отдало Лэджену должное как стратегу и командиру, наградив его орденами «Легион почёта» и «Военный крест». Главнокомандующий Першинг наградил Лэджена армейской медалью «За выдающуюся службу», он также получил такую медаль от командования флота вернувшись в США во время оккупации Германии.
В октябре 1919 года Лэджен был снова назначен командиром базы морской пехоты в Куантико.
1 июля 1920 года Лэджен был назначен на пост коменданта корпуса морской пехоты. В ходе пребывания на посту он несколько раз уезжал из Вашингтона с инспекциями сил на Гаити, Санто-Доминго, Кубе, Пуэрто-Рико, на западном побережье и в других местах. По истечении срока пребывания на посту коменданта Лэджен заявил о желании остаться в рядах корпуса и не уходить в отставку, но в марте 1929 года был освобождён от обязанностей коменданта.
Считается, что Лэджен в 1923 стал основателем Лиги корпуса морской пехоты, единственной ветеранской организации упомянутой в законе, выпущенном Конгрессом. Создание Лиги было одобрено на 75-м Конгрессе, закон был подписан президентом Франклином Рузвельтом 4 августа 1937 года.
Лэджен ушёл в отставку 10 ноября 1929 года и занял пост суперинтенданта Виргинского военного института (VMI), где прослужил восемь лет до октября 1937 года. В феврале 1942 года он был произведён в генерал-лейтенанты, находясь в отставке.
В 1930 Лэджен был избран почётным членом виргинского Общества Цинциннати.
Лэджен ушёл из жизни 20 ноября 1942 в Мемориальном госпитале союза г. Балтимор, штат Мэриленд, и был похоронен на Арлингтонском национальном кладбище с полными военными почестями.

## Награды и почести

### Награды
|                                                                                      |                                                                                      |  |  |
|                                                                                      | Бронзовая звезда за службу · Бронзовая звезда за службу · Бронзовая звезда за службу |  |  |
|                                                                                      |                                                                                      |  |  |
| Бронзовая звезда за службу · Бронзовая звезда за службу · Бронзовая звезда за службу |                                                                                      |  |  |

| Медаль «За выдающуюся службу» (военно-морская)                                             |                                                                                             |                                                      |
| Медаль «За выдающиеся заслуги» (армейская)                                                 | Экспедиционная медаль Корпуса морской пехоты США с тремя 3/16 дюймовыми бронзовыми звёздами | Spanish Campaign Medal                               |
| West Indies Naval Campaign Medal                                                           | Mexican Service Medal                                                                       | Nicaraguan Campaign Medal (1933)                     |
| Медаль Победы в Первой мировой войне с тремя пряжками (3/16 дюймовыми бронзовыми звёздами) | Командор ордена Почётного легиона (Франция)                                                 | Военный крест 1914—1918 (Франция) с пальмовым листом |

### Почести
10 ноября 2005 года почтовая служба США выпустила серию марок «Distinguished Marines» (выдающиеся морские пехотинцы), где был отмечен и Лэджен.
10 ноября 2000 года была торжественна открыта бронзовая статуя Лэджена в полный рост перед зданием местного суда Pointe Coupee Parish в г. Нью-роудс, штат Луизиана. На церемонии присутствовали Патрик Ф. Тейлор председатель и исполнительный директор компании Taylor Energy Company и генерал морской пехоты в отставке Рональд Ричард, бывший командующий базой морской пехоты Кэмп-Лэджен. Тейлор, профинансировавший проект возведения статуи прошёл программу подготовки офицеров корпуса морской пехоты будучи студентом университета штата Луизиана, но не смог получить назначение из-за проблем с сердцем. Тейлор поручил скульптору Патрику Дейну Миллеру соблюсти историческую точность при создании статуи.
Статуи Лэджен также находятся у национального музея корпуса морской пехоты в штате Виргиния, в центре дорожной развязки на базе морской пехоты Кэмп-Лэджен, у Лэджен-холла на базе морской пехоты Куантико и у военного мемориала Луизианы в деловом центре г. Батон-руж, штат Луизиана за миноносцем USS Kidd.
В честь Лэджена были названы:
- База морской пехоты Кэмп-Леджен, штат Северная Каролина
- Лэджен-холл, база морской пехоты Кэмп-Леджен
- Лэджен-холл, база морской пехоты Куантико, штат Виргиния
- Лэджен-холл, университет штата Луизиана
- Лэджен-холл, Военно-морская академия США
- Лэджен-холл, Virginia Military Institute
- Lejeune High School, г. Джэксонвилл штат Северная Каролина
- John A. Lejeune Lodge No. 350 A.F.&A.M. Куантико, штат Виргиния

## Приказ о праздновании дня основания корпуса
Джон Лэджен отдал приказ о ежегодном праздновании дня основания корпуса морской пехоты 10 ноября 1775 года. (В этот день в таверне «Тун» Сэм Николас объявил о наборе двух батальонов морской пехоты.)

Приказ по корпусу морской пехоты
No. 47 (серия 1921)
Главный штаб корпуса морской пехоты
Вашингтон, 1 ноября 1921 года.
759. Следующий приказ зачитать командованию 10 ноября 1921 года и зачитывать каждый год 10-го ноября. Если приказ не будет получен 10 ноября 1921 года, его следует зачитать по получении.
1. 10 ноября 1775 согласно резолюции Континентального конгресса был основан корпус морской пехоты США. С этого дня многие тысячи человек носили название «морской пехотинец». Во имя памяти о них мы, являясь морскими пехотинцами, должны отмечать день рождения нашего корпуса призывая вспоминать о долгой и прославленной истории корпуса.
2. История нашего корпуса сравнима с наиболее знаменитыми военными организациями в мировой истории. В течение 90 из 146 лет своего существования корпус морской пехоты участвовал в боях с врагами нации. От битвы при Трентоне до Аргоннского сражения морские пехотинцы истории завоёвывали выдающиеся почести в войнах и в длительные периоды спокойствия дома, поколение за поколением морских пехотинцев поседело на войнах в обоих полушариях, во всех уголках семи морей, чтобы наша страна и её граждане могли наслаждаться миром и безопасностью.
3. В каждой битве и боестолкновении начиная с дня рождения нашего корпуса морские пехотинцы проявили себя, показав величайшие отличия, завоёвывая в каждом случае новые почести пока слово «морской пехотинец» не стало значить высочайшую боевую эффективность и солдатскую добродетель.
4. Это высокое имя отличия и солдатской репутации мы, сегодняшние морские пехотинцы, получили от тех, кто предшествовал нам в корпусе. Вместе с этим мы также получили от них вечный дух, оживляющий наш корпус от поколения к поколению и отмечающий морского пехотинца в каждом возрасте. Пока этот дух продолжает процветать морских пехотинцев можно будет найти в каждой чрезвычайной ситуации как это было в прошлом и наша нация будет смотреть на нас как на достойных последователей длинной череды прославленных людей, служивших в рядах «морских солдат» со дня основания корпуса.

ДЖОН А.ЛЭДЖЕН
Генерал-майор комендант
75705—21
Оригинальный текст (англ.)
MARINE CORPS ORDERS

No. 47 (Series 1921)

HEADQUARTERS U.S. MARINE CORPS

Washington, November 1, 1921
759. The following will be read to the command on the 10th of November, 1921, and hereafter on the 10th of November of every year. Should the order not be received by the 10th of November, 1921, it will be read upon receipt.
1. On November 10, 1775, a Corps of Marines was created by  a resolution of Continental Congress. Since that date many thousand men have borne the name "Marine". In memory of them it is fitting that we who are Marines should commemorate the birthday of our corps by calling to mind the glories of its long and illustrious history.
2. The record of our corps is one which will bear comparison with that of the most famous military organizations in the world's history. During 90 of the 146 years of its existence the Marine Corps has been in action against the Nation's foes. From the Battle of Trenton to the Argonne, Marines have won foremost honors in war, and in the long eras of tranquility at home, generation after generation of Marines have grown gray in war in both hemispheres and in every corner of the seven seas, that our country and its citizens might enjoy peace and security.
3. In every battle and skirmish since the birth of our corps, Marines have acquitted themselves with the greatest distinction, winning new honors on each occasion until the term "Marine" has come to signify all that is highest in military efficiency and soldierly virtue.
4. This high name of distinction and soldierly repute we who are Marines today have received from those who preceded us in the corps. With it we have also received from them the eternal spirit which has animated our corps from generation to generation and has been the distinguishing mark of the Marines in every age. So long as that spirit continues to flourish Marines will be found equal to every emergency in the future as they have been in the past, and the men of our Nation will regard us as worthy successors to the long line of illustrious men who have served as "Soldiers of the Sea" since the founding of the Corps.

JOHN A. LEJEUNE,

Major General Commandant

75705—21— 